# Fontaine-Simon
Pour les articles homonymes, voir Fontaine.
Fontaine-Simon est une commune française située dans le département d'Eure-et-Loir en région Centre-Val de Loire, dans la région historique du Perche.

## Géographie

### Situation
Fontaine-Simon, situé à 26 km de Nogent-le-Rotrou et 39 km de Chartres est limitrophe du département de l'Orne (région Normandie).

Situation géographique
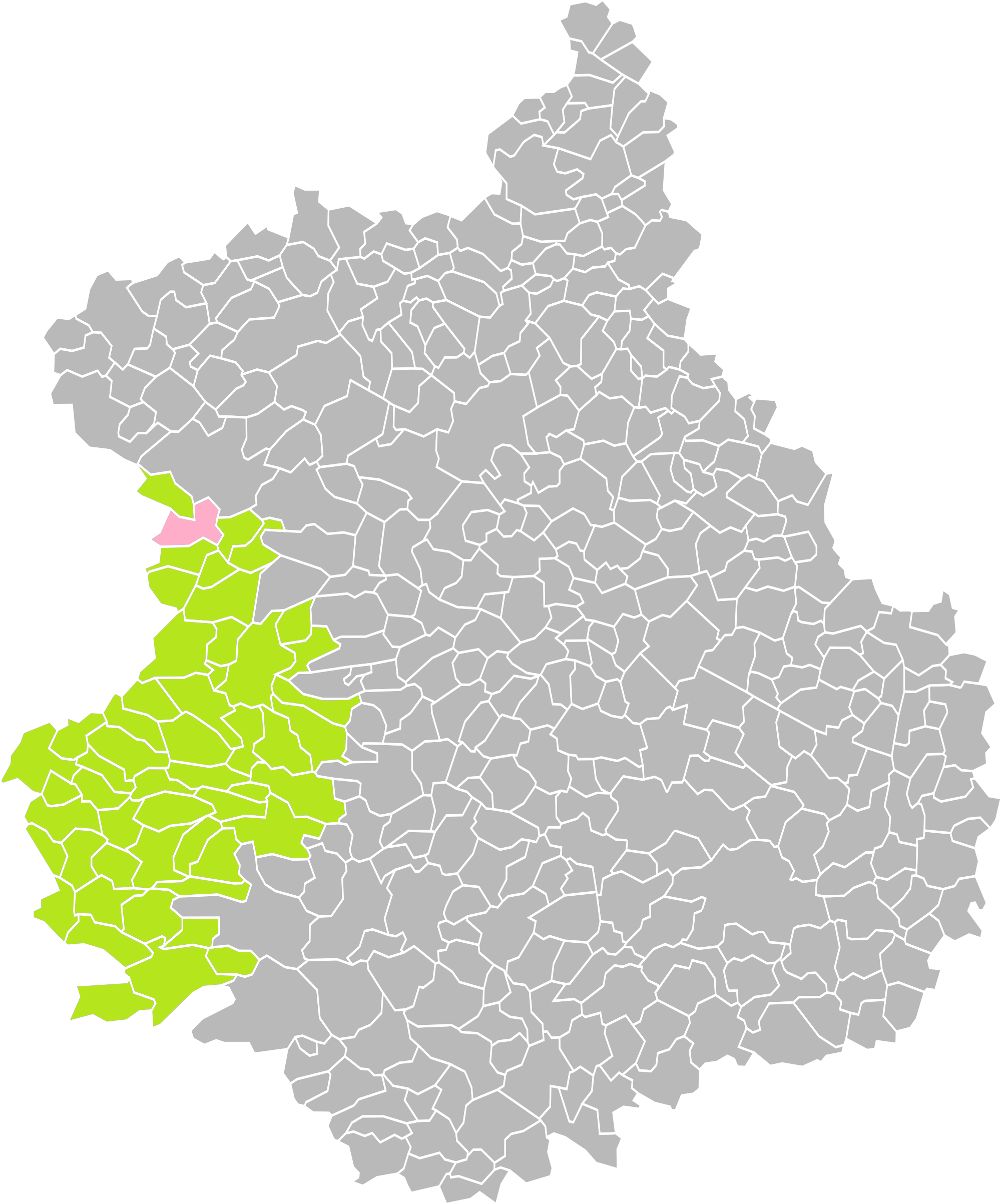
Fontaine-Simon dans son arrondissement.
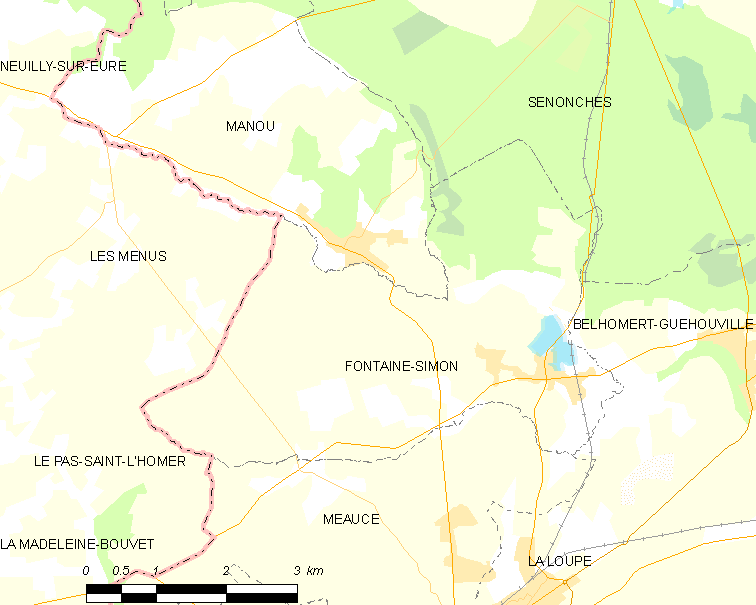
Carte de la commune de Fontaine-Simon.

### Communes et département limitrophes
| Manou                       | Senonches      | Senonches             |
| Les Menus (Orne)            | Fontaine-Simon | Belhomert-Guéhouville |
| Le Pas-Saint-l'Homer (Orne) | Meaucé         | Belhomert-Guéhouville |

### Hydrographie
Provenant du département de l'Orne et de la limite sud de Manou, la rivière l'Eure, affluent en rive gauche du fleuve la Seine, traverse la commune pour se diriger ensuite vers l'est et Belhomert-Guéhouville.

### Climat
Pour des articles plus généraux, voir Climat du Centre-Val de Loire et Climat d'Eure-et-Loir.
En 2010, le climat de la commune est de type climat océanique dégradé des plaines du Centre et du Nord, selon une étude du CNRS s'appuyant sur une série de données couvrant la période 1971-2000. En 2020, Météo-France publie une typologie des climats de la France métropolitaine dans laquelle la commune est exposée à un climat océanique altéré et est dans la région climatique  Normandie (Cotentin, Orne), caractérisée par une pluviométrie relativement élevée (850 mm/a) et un été frais (15,5 °C) et venté. 
Pour la période 1971-2000, la température annuelle moyenne est de 10 °C, avec une amplitude thermique annuelle de 14,8 °C. Le cumul annuel moyen de précipitations est de 719 mm, avec 11,9 jours de précipitations en janvier et 7,9 jours en juillet. Pour la période 1991-2020, la température moyenne annuelle observée sur la station météorologique de Météo-France la plus proche, sur la commune de La Loupe à 3 km à vol d'oiseau, est de 11,0 °C et le cumul annuel moyen de précipitations est de 718,0 mm,. Pour l'avenir, les paramètres climatiques de la commune estimés pour 2050 selon différents scénarios d'émission de gaz à effet de serre sont consultables sur un site dédié publié par Météo-France en novembre 2022.

## Urbanisme

### Typologie
Au 1er janvier 2024, Fontaine-Simon est catégorisée commune rurale à habitat dispersé, selon la nouvelle grille communale de densité à 7 niveaux définie par l'Insee en 2022.
Elle est située hors unité urbaine. Par ailleurs la commune fait partie de l'aire d'attraction de La Loupe, dont elle est une commune de la couronne,. Cette aire, qui regroupe 8 communes, est catégorisée dans les aires de moins de 50 000 habitants,.

### Occupation des sols
L'occupation des sols de la commune, telle qu'elle ressort de la base de données européenne d’occupation biophysique des sols Corine Land Cover (CLC), est marquée par l'importance des territoires agricoles (79,7 % en 2018), une proportion identique à celle de 1990 (79,7 %). La répartition détaillée en 2018 est la suivante : 
terres arables (65,4 %), forêts (16 %), prairies (13,9 %), zones urbanisées (2,8 %), eaux continentales (1,5 %), zones agricoles hétérogènes (0,4 %). L'évolution de l’occupation des sols de la commune et de ses infrastructures peut être observée sur les différentes représentations cartographiques du territoire : la carte de Cassini (XVIIIe siècle), la carte d'état-major (1820-1866) et les cartes ou photos aériennes de l'IGN pour la période actuelle (1950 à aujourd'hui).

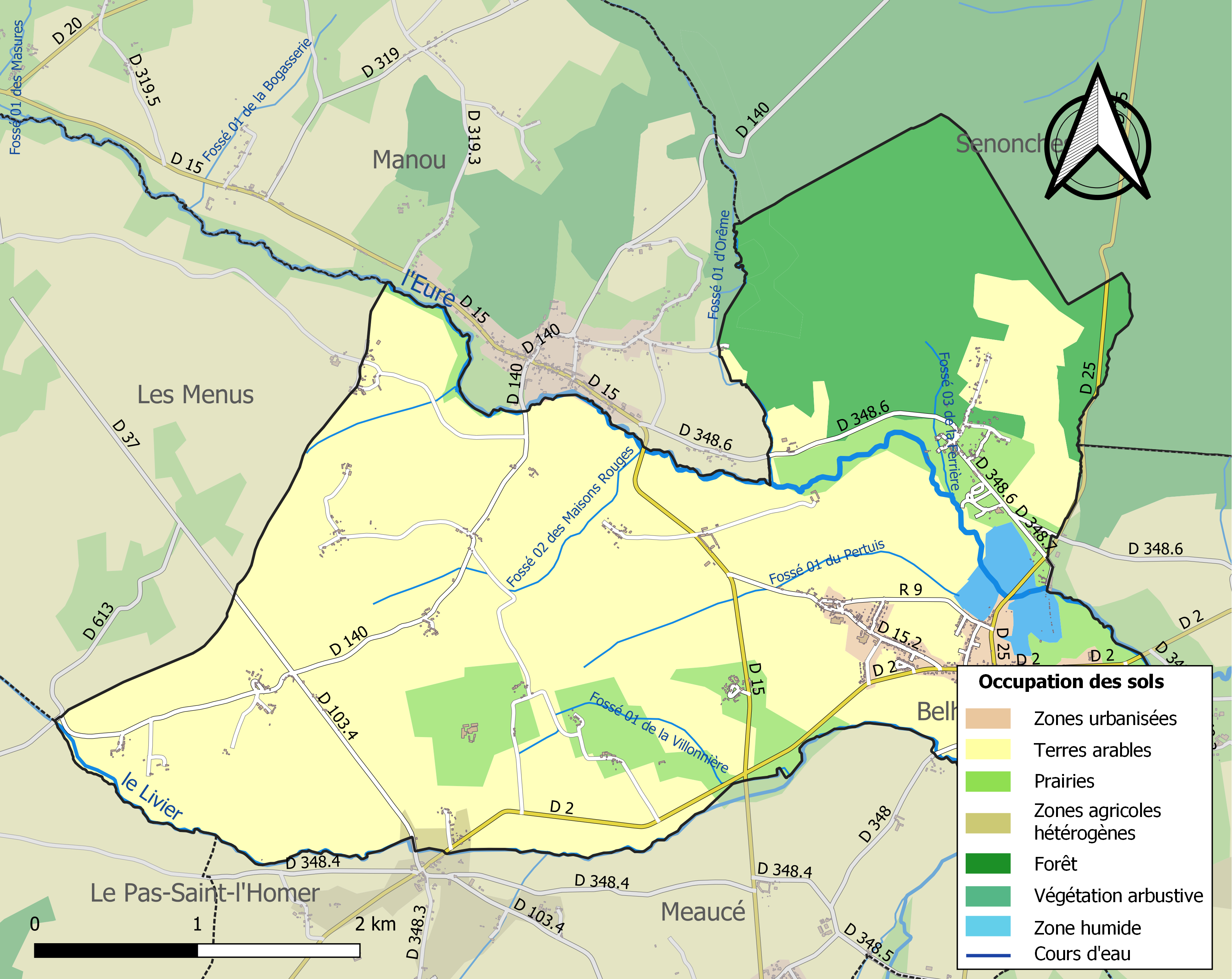
Carte des infrastructures et de l'occupation des sols de la commune en 2018 (CLC).

### Risques majeurs
Le territoire de la commune de Fontaine-Simon est vulnérable à différents aléas naturels : météorologiques (tempête, orage, neige, grand froid, canicule ou sécheresse), inondationset séisme (sismicité très faible). Il est également exposé à un risque technologique, le transport de matières dangereuses. Un site publié par le BRGM permet d'évaluer simplement et rapidement les risques d'un bien localisé soit par son adresse soit par le numéro de sa parcelle.

#### Risques naturels
Certaines parties du territoire communal sont susceptibles d’être affectées par le risque d’inondation par débordement de cours d'eau, notamment le Livier et l'Eure. La commune a été reconnue en état de catastrophe naturelle au titre des dommages causés par les inondations et coulées de boue survenues en 1999,.

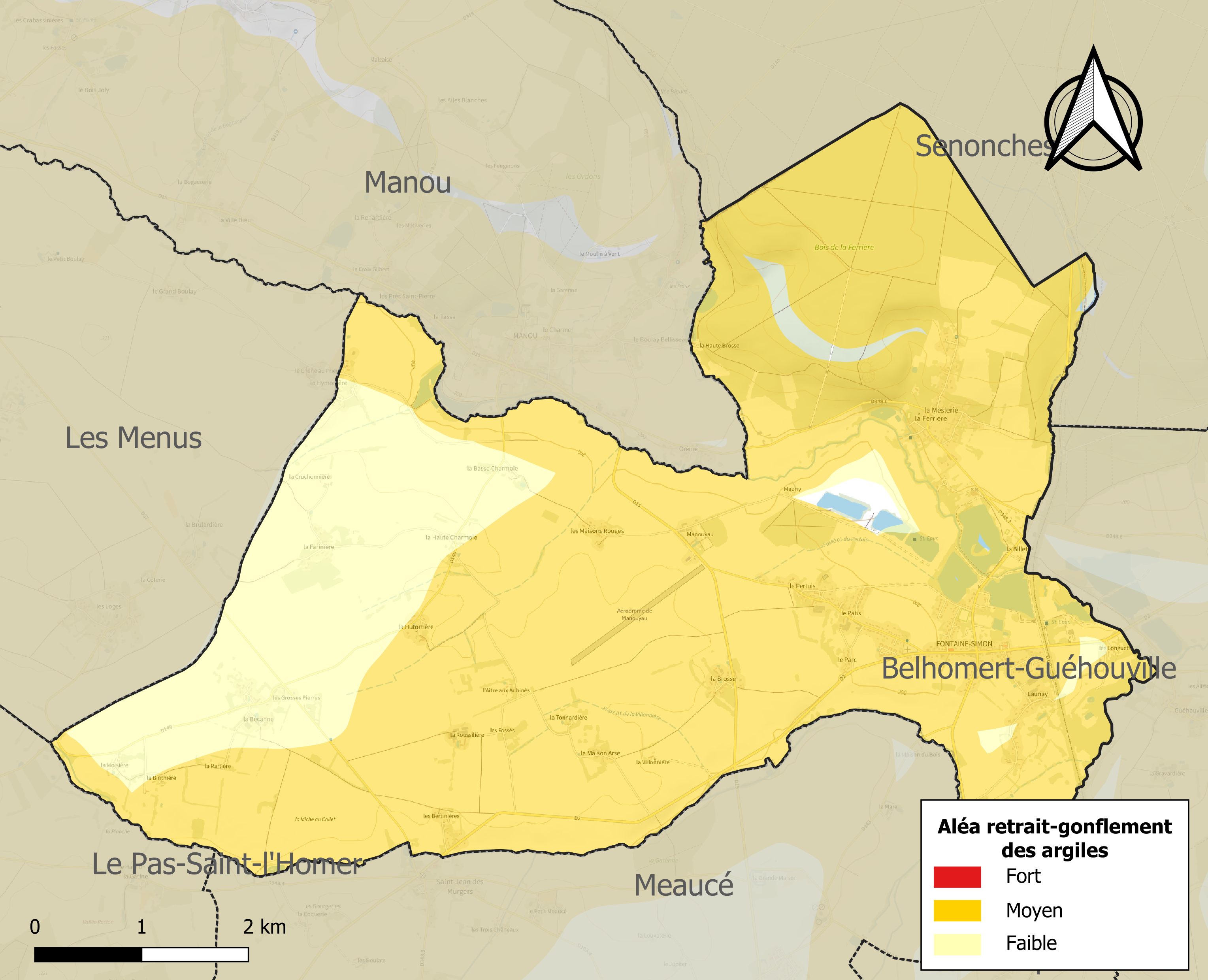
Carte des zones d'aléa retrait-gonflement des sols argileux de Fontaine-Simon.

Le retrait-gonflement des sols argileux est susceptible d'engendrer des dommages importants aux bâtiments en cas d’alternance de périodes de sécheresse et de pluie. 80,6 % de la superficie communale est en aléa moyen ou fort (52,8 % au niveau départemental et 48,5 % au niveau national). Sur les 483 bâtiments dénombrés sur la commune en 2019, 430 sont en aléa moyen ou fort, soit 89 %, à comparer aux 70 % au niveau départemental et 54 % au niveau national. Une cartographie de l'exposition du territoire national au retrait gonflement des sols argileux est disponible sur le site du BRGM,.
Concernant les mouvements de terrains, la commune a été reconnue en état de catastrophe naturelle au titre des dommages causés par la sécheresse en 2020 et par des mouvements de terrain en 1999.

#### Risques technologiques
Le risque de transport de matières dangereuses sur la commune est lié à sa traversée par des infrastructures routières ou ferroviaires importantes ou la présence d'une canalisation de transport d'hydrocarbures. Un accident se produisant sur de telles infrastructures est en effet susceptible d’avoir des effets graves au bâti ou aux personnes jusqu’à 350 m, selon la nature du matériau transporté. Des dispositions d’urbanisme peuvent être préconisées en conséquence.

## Toponymie
Fontaine-Simon : le toponyme « Fons-Simonis » est attesté dès le XIe siècle, peut-être lié à un culte de l'eau.

## Histoire

### Époque contemporaine

#### XIXesiècle
- La commune de La Ferrière-au-Val-Germond fut rattachée à celle de Fontaine-Simon par ordonnance royale du 21 décembre 1835 (Archives nationales-F 2 II Eure-et-Loir 1, plan annexé à la minute).

Le nom de la Ferrière, connu dès 1128 par le cartulaire de l'abbaye de Tiron, doit sans doute son origine à une industrie du fer antérieure.
On y trouve les restes d'une motte féodale surnommée localement « le camp gaulois ».
- Fontaine-Simon se trouvait sur la ligne de La Loupe à Prey et possédait une gare.

## Politique et administration

### Liste des maires et conseil municipal
| Période                                  | Période      | Identité       | Étiquette | Qualité  |
| ---------------------------------------- | ------------ | -------------- | --------- | -------- |
| Avant 1981                               | ?            | Suzanne Martin | DVG       |          |
| Mars 2001                                | Juillet 2020 | Jean Rousseau  | SE        | Retraité |
| Juillet 2020                             | En cours     | André Dogimont |           |          |
| Les données manquantes sont à compléter. |              |                |           |          |

Le conseil municipal est composé de 15 élus. La commune est administrée par le maire, assisté de quatre adjoints.

### Politique environnementale

#### Cadre de vie
Dans son palmarès 2016, le Conseil National des Villes et Villages Fleuris de France a attribué deux fleurs à la commune au Concours des villes et villages fleuris.

## Population et société

### Démographie
L'évolution du nombre d'habitants est connue à travers les recensements de la population effectués dans la commune depuis 1793. Pour les communes de moins de 10 000 habitants, une enquête de recensement portant sur toute la population est réalisée tous les cinq ans, les populations de référence des années intermédiaires étant quant à elles estimées par interpolation ou extrapolation. Pour la commune, le premier recensement exhaustif entrant dans le cadre du nouveau dispositif a été réalisé en 2008.

En 2022, la commune comptait 887 habitants, en évolution de −5,24 % par rapport à 2016 (Eure-et-Loir : −0,23 %, France hors Mayotte : +2,11 %).
| 1793 | 1800 | 1806 | 1821 | 1831 | 1836 | 1841 | 1846 | 1851 |
| ---- | ---- | ---- | ---- | ---- | ---- | ---- | ---- | ---- |
| 635  | 694  | 702  | 660  | 663  | 817  | 802  | 785  | 752  |

| 1856 | 1861 | 1866 | 1872 | 1876 | 1881 | 1886 | 1891 | 1896 |
| ---- | ---- | ---- | ---- | ---- | ---- | ---- | ---- | ---- |
| 714  | 695  | 726  | 673  | 660  | 644  | 663  | 639  | 607  |

| 1901 | 1906 | 1911 | 1921 | 1926 | 1931 | 1936 | 1946 | 1954 |
| ---- | ---- | ---- | ---- | ---- | ---- | ---- | ---- | ---- |
| 622  | 686  | 657  | 577  | 578  | 605  | 595  | 649  | 611  |

| 1962 | 1968 | 1975 | 1982 | 1990 | 1999 | 2006 | 2008 | 2013 |
| ---- | ---- | ---- | ---- | ---- | ---- | ---- | ---- | ---- |
| 654  | 705  | 640  | 678  | 760  | 838  | 866  | 874  | 942  |

| 2018 | 2022 | - | - | - | - | - | - | - |
| ---- | ---- | - | - | - | - | - | - | - |
| 911  | 887  | - | - | - | - | - | - | - |

## Culture locale et patrimoine

### Lieux et monuments

#### Église Notre-Dame
- Retable de trois panneaux, en bois peint polychrome, du XVIe siècle  Classé MH (1906)[23] ;
- Aigle-lutrin en bois taillé du XVIIIe siècle  Classé MH (1908)[24].

#### Fontaine Sainte-Anne
- Fontaine autrefois considérée comme miraculeuse et lieu de pèlerinage, son eau fut interdite à la consommation car trop ferrugineuse. Elle est dédiée à sainte Anne, patronne du village.

Lieux et monuments de Fontaine-Simon
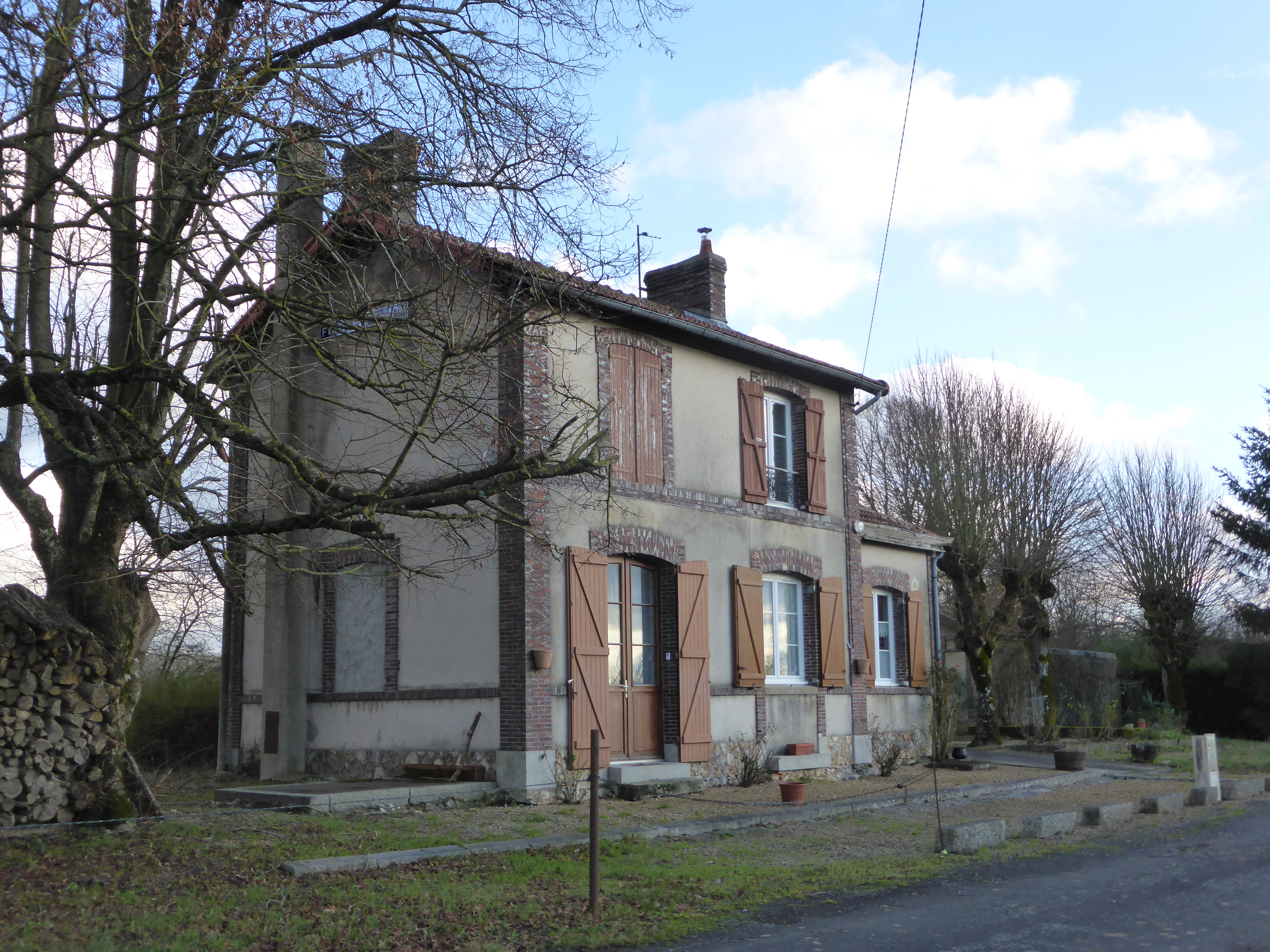
Ancienne gare de Fontaine-Simon.
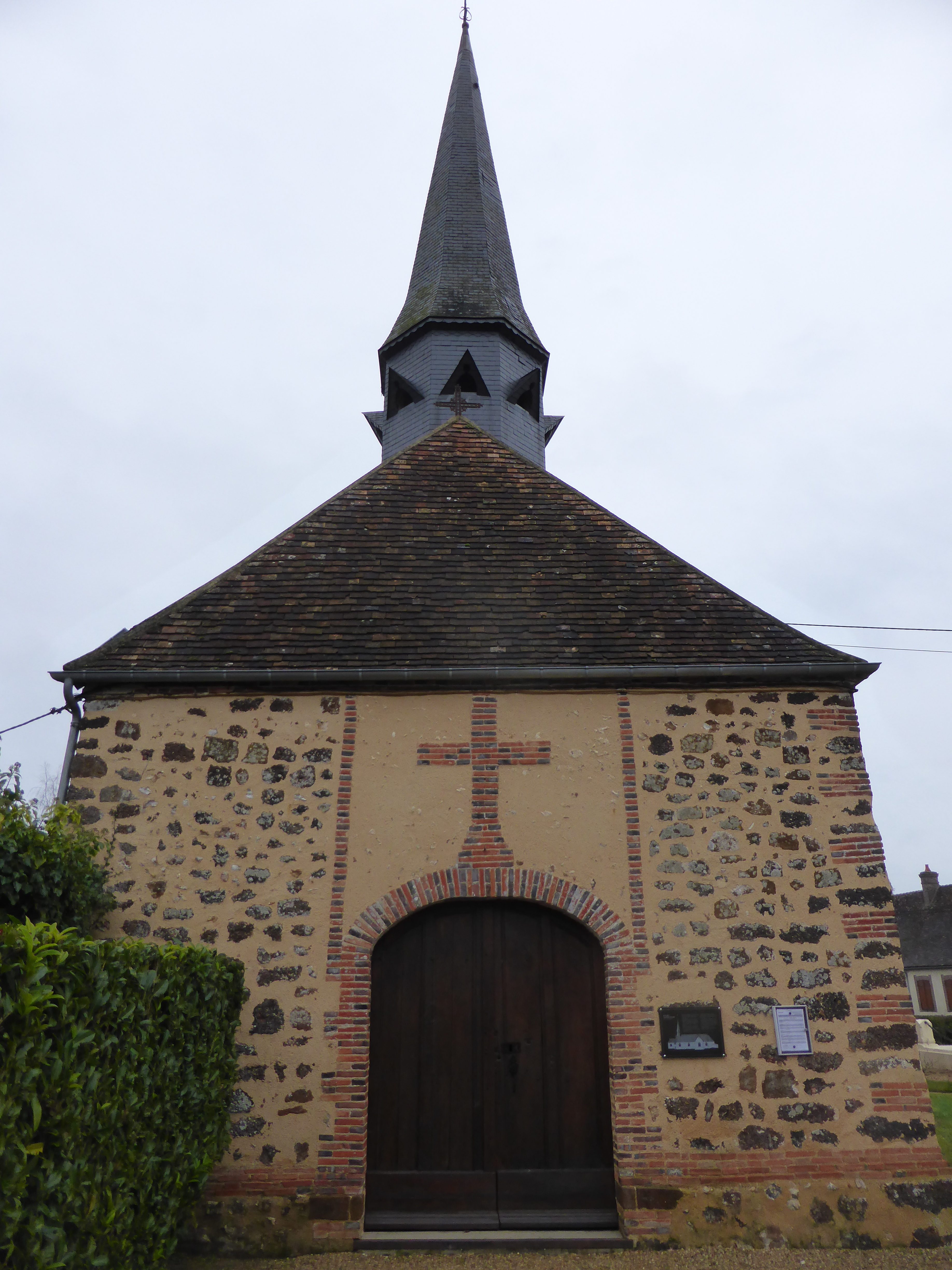
Façade de l'église Notre-Dame.

### Personnalités liées à la commune
- Jacques Caquet (1753-1832), propriétaire à Fontaine-Simon et maire, député d'Eure-et-Loir de 1816 à 1819 et de 1820 à 1823.
- Auguste Rodhain (1868-1943), maire, député d'Eure-et-Loir de 1924 à 1932.